# Het Stort
Het Stort is een Vlaams natuurreservaat gelegen in de tot de Antwerpse gemeente Bornem behorende plaats Weert. Het is Europees beschermd als onderdeel van Natura 2000-gebied Schelde en Durme-estuarium van de Nederlandse grens tot Gent.
Het Stort is een buitendijks schorrengebied aan de oever van de Schelde dat ongeveer 46 ha groot is. Het werd van oorspronkelijk gebruikt voor de teelt van rijshout, voor het laatst in de jaren '50 van de 20e eeuw. Wilgensoorten als schietwilg, gele bindwilg, katwilg en amandelwilg wijzen nog op het voormalige gebruik.